# 김수행
김수행(金秀行, 1942년 10월 24일 ~ 2015년 7월 31일)은 대한민국의 진보적 경제학자이다.
김수행 교수는 대한민국을 대표하는 마르크스주의 경제학자로서, 민주화 이후 마르크스의 자본론을 대한민국에서 최초로 완역한 것으로 알려져 있으나, 해방 직후 미완의 서울출판사 판본을 제외하고 이후의 국가보안법 하에서 마르크스의 <자본>이 최초 출판된 것은 이론과 실천 판본이다. 이 판본의 첫 권은 1987년 9월 1일에 출판되었고 마지막 제3권을 완간한 것은 1990년 7월 30일이다. 현재 국내에는 이 판본 외에 비봉출판사에서 출판된 김수행의 판본이 있는데 이 판본이 최초 발간된 것은 1989년 2월 10일로서 이 시기는 이론과 실천 판본에 대한 국가보안법 재판이 끝나고 이미 이 책이 금서에서 해제되고 난 다음이다. 또한 김수행 판본의 제3권이 완간된 것은 1990년 11월 20일이다. 따라서 국가보안법 이후 <자본>의 최초 출판은 물론 최초 완간도 모두 이론과 실천의 판본이다. 김수행 교수는 한신대학교 무역학과 부교수와 서울대학교 경제학부 교수로 일했으며, 2008년 서울대학교 정년 퇴임 후 성공회대학교 석좌교수로 임명되었다. 2015년 7월 31일 심장마비로 인해 향년 74세의 나이로 타계하였다.

## 경력

### 영국유학
일본 후쿠오카에서 태어나 귀국하여 대구에서 자랐으며 경북중학교, 대구상업고등학교, 서울대학교 상과대학 경제학과를 졸업했다. 런던대학교에서 경제학 박사 학위를 취득했다. 《청소년을 위한 자본론》을 보면, 한국에서는 박정희 군사독재 정권 시절이라 읽지 못하던 《자본론》이 민주주의 나라인 영국에서는 책방에서 쉽게 살 수 있다는 사실에 김수행 교수는 충격받았다고 한다. 영국에서 공부하던 시절에 김수행 교수는 역사의 진보를 믿는 사상이기 때문에 마르크스주의를 공부하는 일에 천착했다. 부인에게 마르크스주의 이야기를 들려주면서 쉽고 재미있게 가르치는 방법을 골몰하기도 했다고 한다.

### 군사독재 정권의 감시
노태우 정부 당시 김수행 교수는 국군보안사령부의 사찰 대상 중 한 사람이 되어 감시당했는데 이것은 1990년 10월 4일 한국외국어대학교 재학 중 민족민주혁명학생투쟁연맹(민학투련) 출신으로 국군보안사령부로 강제로 연행당해 프락치로서 수사 협조를 강요당하다가 탈영한 윤석양 이병의 양심선언에 의해 밝혀졌다.

### 서울대학교 경제학과 교수
1988년 당시 민주화 요구가 한창이던 시절에 서울대학교 경제학과 학부생들과 대학원생들이 중심이 되어 정치경제학 교수를 영입하라는 운동이 일어나 대자보, 서명 운동, 집회, 수업 거부, 토론회 등이 진행되었고 일부 교수들의 반대를 극복하고 서울대학교 교수로서 마침내 영입되었다. 그 후 서울대학교에서 정식 학과 과목으로 마르크스의 자본론 등을 강의하였다.

### 제1세대 마르크스주의 경제학자
대한민국의 마르크스주의 경제학자 정운영·박영호 교수와 함께 대한민국의 마르크스주의 경제학 제1세대에 속한다. 2008년 2월 29일 정년퇴임 때 서울대학교의 유일한 마르크스주의 경제학 교수였고 김수행 교수가 퇴임한 후 서울대학교는 마르크스주의 경제학자를 교수로 채용하지 않토기로 했다가 대학원생들의 요구로 교수 구인 공고에 "(정치경제학 포함)"이라는 문구를 삽입했다.

### 글쓰기
아담 스미스의 《국부론》, 마르크스의 《자본》을 번역했고 마르크스주의 입장에서 자본주의를 비판하는 많은 논문과 저서를 출간하였다.

## 종교관
김수행 교수는 기독교인으로서, 개신교회 집사를 지냈다. 2006년 한 결혼식에서 주례를 볼 때, "예수님의 사랑과 신랑 신부의 나아갈 길"이라는 주제로 특강했는데 두고두고 '참으로 은혜 가득한 주례사'였다고 화제가 되었다고 한다. 김수행 교수는 부인의 영향으로 기독교인이 되었다고 한다.
2008년 5월 19일 잉글랜드 성공회 사제이자 신학자인 앨리스터 맥그래스 신부(Rev.Alister Mcgrath) 초청 강좌 때 "나는 마르크스주의자인데 1961년에 기독교를 처음 접했다. 그동안 종교를 빙자한 분쟁이 많았음을 생각한다면, 신학 연구의 목적은 모든 사람이 인간답게 사는 세상을 만드는 것이어야 한다."라며, 자신의 종교관을 밝힌 바 있다. 이에 앨리스터 맥그래스 신부는 "기독교는 교리적인 사고 즉, 기독교 근본주의에서 벗어나야 한다. 열매를 보고 사람을 안다는 산상설교 내용처럼 사람들은 종교의 결과를 보고 그 종교를 판단하는 경향이 있는데 종교 자체는 해롭지 않다. 종교가 해롭다면, 사람들이 종교에 관심할 이유가 없다. 기독교는 세상과 대화할 수 있어야 한다."라며, 기독교가 그동안 기독의 가르침을 실천하지 못한 채, 폐쇄된 모습을 보여왔음을 인정하였다.

## 저서
- <자본론의 현대적 해석> - 서울대학교 출판부
- 〈청년을 위한 경제학 강의〉 - 한겨레신문사
- 《자본론》(비봉출판사)-카를 마르크스의 자본론을 한국어로 옮긴 책이다.
- 《국부론 (상), (하)》(비봉출판사)-애덤 스미스의 국부론을 한국어로 옮긴 책이다.
- 《청소년을 위한 자본론》(두리미디어)-카를 마르크스의 자본론을 구어체로 읽기 쉽게 설명한 책이다. 그림과 도형을 이용하여 자본주의 구조를 일목요연하게 알 수 있게끔 배려했다.
- 《청소년을 위한 국부론》(두리미디어)
- 《자본론 공부》(돌베개)-김수행 교수가 노동자들과 함께 한 자본론 공부를 글로 쓴 책이다. 구어체로 쓴 글이라 독자들이 읽기 쉽다. 수식을 이용하여 노동자의 노동으로써 이윤이 발생하는지를 쉽게 알 수 있게끔 배려했다.
- 《세계대공황》(석학인문강좌 14)김수행 씀, 돌베개, 2011 - 286페이지
- <자본론1권~3권(상),(하)

## 청년실업에 대한 생각

### 행동하세요
김수행 교수는 《자본론 공부》(돌베개)에서   "청년실업이 청년들의 역량 강화로써 해결되지 않는다. 청년들은 영어를 별다른 어려움없이 말하는 등, 실력이 뛰어난 인재들이다. 더구나 청년들이 역량을 강화하여 자본가에게 잘보인다고 해서 취직되는 것은 아니다. 자본가들은 청년을 고용하여 이익을 남길 수 없기 때문에 청년 고용 곧 청년 실업 해소에 마음이 없다. 청년들이 좋은 일자리를 가지는 방법은 청년들 스스로 정부를 상대로 좋은 일자리를 요구해야만 한다. 정부는 국민의 복지를 위할 책임이 있다"라고 주장했다. 

### 공공 기관 일자리 늘리기
공공 기관 일자리 늘리기, 민간기업체를 공공 기관으로 전환하는 등 국가가 나서야 한다. 민간기업체들은 청년을 고용하려고 하지 않으므로, 민간기업체에 청년 고용을 맡겨서는 청년실업이 해소될 수 없다.

### 복지국가
김수행 교수는 자본론 공부 132쪽에서 복지국가를 만드는 것이 청년실업 해소와 기업의 경영 활동에 모두 이롭다고 논증했다. 예컨대 학생들을 대상으로 하는 보편 급식을 실시한다면, 급식과 관련된 일자리들이 생기게 된다. 영국을 예로 들면, 영국은 제이차세계대전이 끝나기 전인 1944년부터 복지국가를 생각했고 영국 노동당이 집권하면서 민간기업체를 공공 기관으로 전환하여 완전고용, 임대주택(소득에 따라 월세를 받았으므로 무상 주택은 아니었다), 국가 의료 복지[NHS,National Health System], 실업수당과 노후 연금 등을 실시했다. 그 결과 노동자들은 건설업, 교육, 의료 등에 걸친 좋은 일자리들을 얻으면서 소득과 세금 수입이 늘어났다.